# Theodorus Eberwein
Theodorus Eberwein (* 1658; † 13. März 1708) war ein deutscher königlich-polnischer und kurfürstlich-sächsischer Oberforst- und Wildmeister. 

## Leben
Er war der Sohn von Cornelius Eberwein (1621–1661) und dessen Ehefrau Dorothea († 1669). Eberwein schlug eine Verwaltungslaufbahn im Dienst der sächsischen Wettiner ein und wurde am Hof zu Dresden zum Oberforst- und Wildmeister bestallt. Er leitete die Oberforst- und Wildmeisterei in der Amtsstadt Annaburg, die unter anderem für die Annaburger Heide zuständig war. Eberwein war als Oberforst- und Wildmeister u. a. für die Anlage der neuen Glashütte Glücksburg zuständig.
1697 beschwerten sich die Gemeinden Lebien, Plossig, Bethau, Zwiesigko und Grabo beim kursächsischen Amt Annaburg über ihn wegen der ihnen auf der Annaburger Heide untersagten Hut und Eichelmast.
Am 2. Juni 1702 kaufte Theodorus Eberwein vom Fähnrich Wolf Heinrich von Carlowitz dessen in der kursächsischen Amtsstadt Seyda gelegenes Lehngut ab. Nach Eberweins Tod 1708 fiel dieses Gut seinem gleichnamigen Sohn zu, der sich damals außer Landes aufhielt. Ferner überlebten ihn die beiden Töchter Christina Dorothea und Charlotta Magdalene Eberwein, die aus der Ehe mit Christina Elisabeth geborene Günther hervorgegangen waren. Sie war die Tochter seines Amtsvorgängers, des Oberforst- und Wildmeister Johann Günther in Annaburg.
Seinem Sohn Theodorus Eberwein wurde die Schuld zuerkannt, als Jägerbursche am 28. August 1708 durch einen in unbedachtsamer Weise abgegebenen Büchsenschuss nach einer Schwalbe zum Auslöser des großen Stadtbrands in Seyda gewesen zu sein, bei dem 22 Häuser und die Kirche bis auf die Grundmauern abbrannten. Eberwein war deshalb außer Landes geflüchtet. Spätestens im Februar 1711 hatte er sich mit den Abgebrannten in Seyda geeinigt, so dass diese keine finanziellen Forderungen mehr ihm gegenüber erhoben. Dennoch ging er nicht wieder nach Seyda zurück, sondern verkaufte im Jahre 1715 das Lehngut an seinen Schwager, den Hauptmann Johann George Kraffel.